# قصر المسهر
قصر المسهر هو أحد القصور التراثية في نجد ويقع في وادي النسق القديم، في محافظة القويعية التابعة لإمارة منطقة الرياض في المملكة العربية السعودية. وقام ببناء هذا القصر أبناء الشيخ سليمان بن عبدالرحمن (مسهر) بن محمد بن سليمان بن عبدالله الجبرين الرشيد من بني زيد القضاعية القحطانية بجانب قصر والدهم القديم وقصر جدهم ومازالت موجودة حتى الآن. وعائلة الجبرين من أمراء القويعية ولهم قصور تاريخية قديمة في بلدة القويعية وأشهرها قصر الأمير سليمان بن جبرين وفي بلدة محيرقة وفي بلدة النسق القديم. 

## الموقع
يقع قصر المسهر بوادي النسق القديم إلى الشمال الشرقي من بلدة القويعية على مسافة 30 كم تقريباً وعن العاصمة الرياض حوالي 200 كم تقريباً ويبعد عن الطريق الواصل إلى المحيرقة حوالي 120م تقريبا.

## البناء
بني القصر في بطن وادٍ تحيط به التلال والمزارع والأشجار ويصله طريق ترابي. القصر مستطيل الشكل أبعاده التقريبية 28×42 م، وهو مؤلف من دور واحد. ويتبع في تصميمه وأسلوب بنائه النمط التقليدي السائد في منطقة نجد، ويتخذ الشكل الدفاعي حيث تحيط به الأسوار العالية، وله ابراج دفاعية احداها  في زاويته الشمالية الشرقية والأخر في زاويته الجنوبية الغربية بارتفاعات شاهقة وقاعدتها مربعة وتتخذ شكلاً هرمياً يتسع في قاعدته ويضيق كلما إرتفع وهي مزود بطرمات ومزاغل لرصد الأعداء والرمي عليهم من خلالها. تم تزيين الأبراج والسور بالشرفات المثلثة في أعلاها. تتبع مكونات القصر العناصر المكونة للبيت النجدي، حيث يتألف من عدد من الغرف منها مجلس الرجال الذي يعد لإستقبال الضيوف، ويضم الوجار لصنع القهوة والشاي، والكمار لترتيب أواني تقديمهما، وفتحة السقف لخروج الدخان والتي تسمى السماوة، ويضم القصر غرف العائلة والنوم والمطبخ والمخازن ودروات المياه والفناء الداخلي، وتتخذ الغرف الشكل المستطيل، ولها نوافذ خارجية متوسطة الإتساع. وإلى جانب القصر يوجد مسجد صغير ببناء مستقل، يتألف من قسم مسقوف يحتوي محراب مجوف في الجدار، وساحة مكشوفة. أستخدم في بناء القصر مواد بناء محلية من البيئة الطبيعية، فقد أستعمل الطين اللبن في بناء الجدران على قواعد حجرية، وفي إنشاء الأسقف أستخدمت جذوع أشجار الأثل على شكل عوارض تحمل جريد النخل مع طبقة طينية سميكة تمنع تسرب مياه الأمطار. وتم عمل لياسة داخلية وخارجية من الطين الممزوج بالتبن أو بالجص الأبيض. وصنعت الأبواب والنوافذ من أخشاب أشجار طبيعية. حالة القصر الإنشائية جيدة.

### مكونات الموقع
- أساسات من الحجر.
- الحوائط مبنية في صورة مداميك من الطيين اللبن.
- المباني مغطاة بطبقة من اللياسة الخارجية.
- الأسقف خشبية مصنوعة من خشب الأثل المغطى بسعف النخيل.
- فتحات الشبابيك مستطيلة الشكل.
- تعلو فتحات الشبابيك والأبواب أعتاب خشبية لتحمل بقية الحائط.
- مباني القصر أرتفاعها دور واحد بارتفاع تقريبي 3.5م شامل ارتفاع الدروة.
- وجود درج للصعود إلى السطح مبني من الحجر .
- تجمل دروة السطح بزخارف هندسية وهي الشرفات.
- يوجد سور للقصر بارتفاع تقريبي 6 م.
- يوجد ابراج شبه مربعة بارتفاع تقريبي 12م بها فتحات صغيرة ويوجد بها مصاليت من الأعلى بغرض الرماية والمراقبة.[2]